# Sovjetiska segerfanan

Segerfanan som Michail Jegorov och Meliton Kantaria hissade över Riksdagshuset i Berlin 1945.

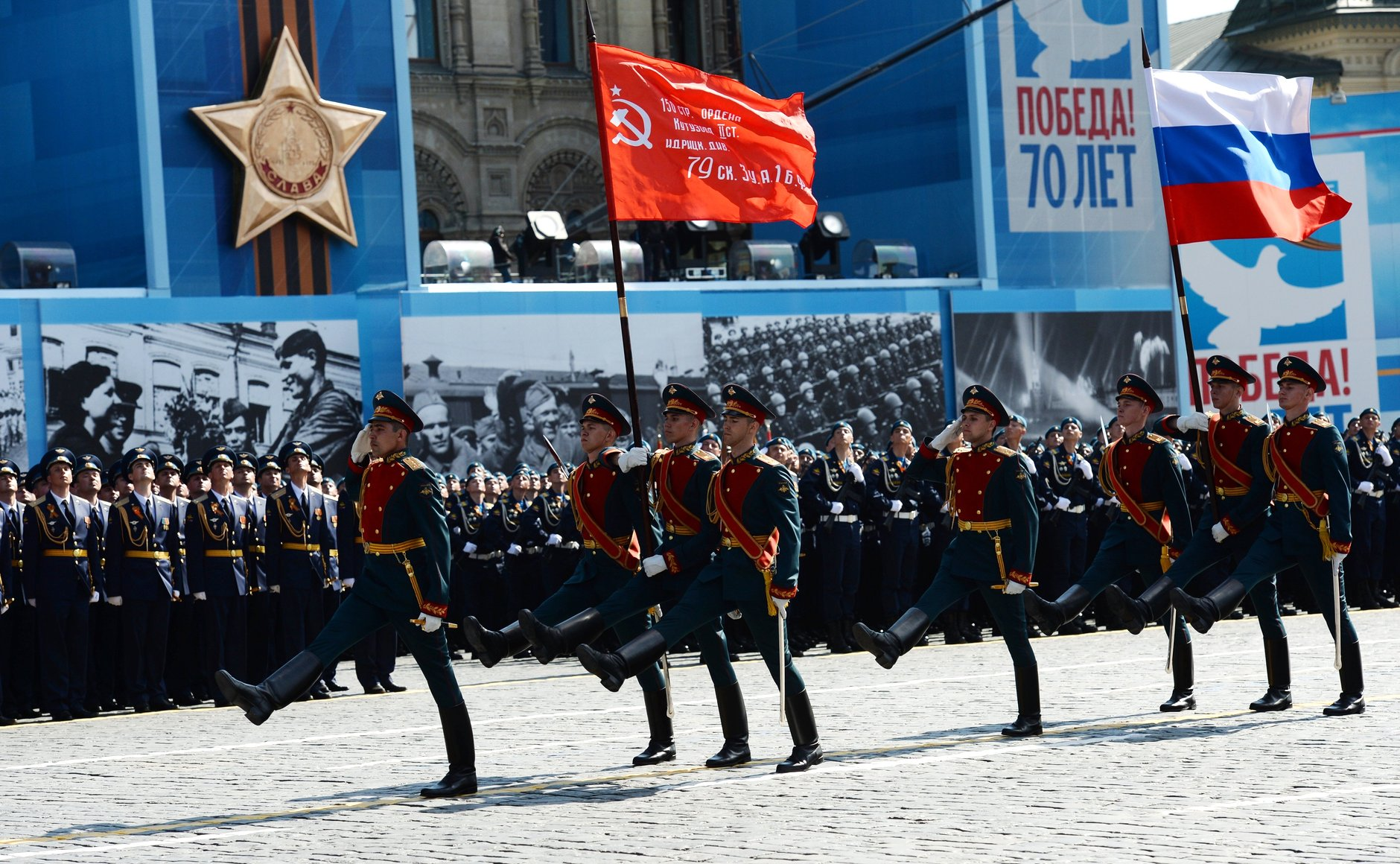
Vid den årliga paraden till minne av Segerdagen 1945 för fanvakten från Preobrazjenskijregementet Rysslands flagga och en kopia av Segerfanan. Samtidigt spelar militärmusiken Det heliga kriget. Bilden är från Segerparaden 2015, sjuttio år efter segern i Andra världskriget.

Sovjetiska segerfanan (ryska: Знамя Победы, Znamja Pobedy) är den fana som den 30 april 1945 hissades av den segrande Röda armén över Riksdagshuset i Berlin. En kopia av segerfanan förs i den årliga paraden den 9 maj i Moskva till minne av Segerdagen 1945.

## Beskrivning
Segerfanan var egentligen den 150:e skyttedivisionens fana. Dess inskription lyder i översättning (och med förkortningarna utskrivna): 
150:e skyttedivisionen från Idritsa, belönad med Kutuzovorden 2:a klassen, 79:e skyttekåren, 3:e stötarmén, 1:a vitryska fronten